# Meskoura
Meskoura  (in arabo مسكورة‎?) è un centro abitato e comune rurale del Marocco situato nella provincia di Settat, regione di Casablanca-Settat. Conta una popolazione di 7 180 abitanti (censimento 2014).